# Tev Ici Japon
 (février 2025).
Motif : Beaucoup de réf primaire, sachant que Zack et Keikaku sont aussi des sources primaires. Les réf secondaires ne sont pas centrées sur la BPV, mais sur le futur musée Odyssée ou sur l'esport. Cette personne n'a pas assez de notoriété pour respecter un des critères de WP:CAA ou WP:LCSN.
- Archive Wikiwix
- Bing
- Cairn
- DuckDuckGo
- E. Universalis
- Gallica
- Google
- G. Books
- G. News
- G. Scholar
- Persée
- Qwant
- (zh) Baidu
- (ru) Yandex
- (wd) trouver des œuvres sur Wikidata

| 1. | Préciser le motif de la pose du bandeau. | Précisez le motif de la pose du bandeau en utilisant la syntaxe suivante : {{admissibilité à vérifier\|date=août 2025\|motif=remplacez ce texte par le motif}}                     |
| 2. | Informer les utilisateurs concernés.     | Pensez à avertir le créateur de l'article, par exemple, en insérant le code ci-dessous sur sa page de discussion : {{subst:avertissement admissibilité à vérifier\|Tev Ici Japon}} |

 (février 2025).
Pour les articles homonymes, voir TEV.
Tev Ici Japon, souvent abrégé Tev, de son vrai nom Benoît Theveny, né le 24 janvier 1980 à Metz (France), est un vidéaste web et entrepreneur français spécialisé dans le contenu portant sur la culture japonaise. Installé au Japon depuis le début des années 2010, il partage son expérience à travers sa chaîne YouTube.

## Biographie

### Enfance
Benoît Yves Theveny naît le 24 janvier 1980,,, à Metz (Moselle),. Ses parents, travaillant  à La Poste, n'ont eu de cesse d'entraîner Benoît à travers la France et ce, tous les deux ans au gré de leurs mutations. Il a vécu en Lorraine, dans l'Oise, la Creuse, en Corse et à Lyon.

### Études
Il commence un Bac S, mais change pour un CAP boulanger / BEP alimentation (INPB à Rouen). Après un DAEU, il part au Canada faire des études de droit à l'Université de Montréal. Il passe quelque temps à Shenyang en Chine avec un visa étudiant pour étudier à l'Université de Liaoning.
Il s'installe avec sa compagne japonaise Akiko au Japon en 2010 et travaille d'abord comme boulanger.

### Découverte du Japon
Tev découvre le Japon lors de ses premiers voyages en 2004 et décide de s'y installer définitivement au début des années 2010. Il crée sa chaîne YouTube en 2011 sous le nom de « Ici Japon », dans le but de partager ses expériences et observations sur la vie quotidienne au Japon. Son contenu couvre des thématiques variées, telles que les coutumes locales, la gastronomie et les conseils de voyage,.

### Activités sur YouTube
Sa chaîne YouTube principale, Tev - Ici Japon, gagne rapidement en popularité, attirant une audience intéressée par la découverte du Japon sous un regard d'expatrié. Tev y aborde des sujets tels que la culture japonaise, les particularités du mode de vie local et les aspects pratiques pour les voyageurs,.
En complément, Tev développe d'autres chaînes, notamment « Ici Japon Corp », qui se concentre sur les produits dérivés de la culture japonaise et les projets entrepreneuriaux qu'il initie.
Tev est également cocréateur de la chaîne Tev & Louis, une collaboration avec le vidéaste Louis-San. Sur cette chaîne, les deux créateurs partagent des expériences, explorent des cultures et réalisent des vidéos de divertissement autour de sujets variés.

### Vie privée
Tev est marié avec sa femme Akiko depuis 2009. Il est le père de trois enfants, deux garçons, Link et Luck et une fille Luna.

## Entrepreneuriat
Tev est le fondateur et président de la SASU française « Ici Japon Corp » et de la kabushiki gaisha japonaise « Ici Japon 株式会社 » (« Ici Japon Co., Ltd. »), une entreprise spécialisée dans la commercialisation de produits et services inspirés de la culture japonaise.

### Candysan
La kabushiki gaisha « Candysan 株式会社 » (« Candysan Co., Ltd. ») est une entreprise de commerce en ligne spécialisé dans la vente de Bonbons et snacks japonais, géré par Tev, fondé en 2012 et qui ferme en 2022. L'entreprise propose une large gamme de produits alimentaires importés du Japon à destination du marché européen, principalement en France et dans d'autres pays de l'Union européenne.
En décembre 2022, Candysan est confrontée à de graves problèmes logistiques liés aux contrôles douaniers renforcés en Europe. Plusieurs colis expédiés à partir de cette date ont été bloqués à la douane allemande, certains étant retournés, d'autres détruits. Tev évoque dans une vidéo l'impact de ces problèmes, ainsi que des difficultés d'importation liées à des produits alimentaires contenant des ingrédients interdits dans l'UE, tels que des substances cancérigènes, des perturbateurs endocriniens, des produits d'origine animale comme le lait et la gélatine qui sont soumis à des restrictions draconiennes.
Ces blocages ont été exacerbés par une augmentation des coûts d'importation, notamment due à l'inflation et aux crises mondiales (pandémie de Covid-19, guerre russo-ukrainienne), rendant l'activité de l'eshop de plus en plus coûteuse,.

### Tous Imparfaits
En 2021, Tev crée la marque de vêtements « Tous Imparfaits » en collaboration avec le designer Jacky Sophocle. À partir de 2024 sortent des collaborations avec des animes japonais comme Spy Family et Chainsaw Man ainsi qu'avec la marque de montre Casio G-Shock.[source insuffisante]

### Hôtel
En avril 2023, Tev et sa femme Akiko créent et inaugurent « Ici Japon Village », un établissement hôtelier situé dans l'arrondissement de Katsushika à Tokyo. L'établissement est composé de huit maisons traditionnelles japonaises, l'hôtel offre divers chambres et logement à la location, mêlant style occidental et chambres washitsu. Il est situé à proximité de la gare Keisei Takasago dans un quartier résidentiel.[source insuffisante]

### Musée du jeu vidéo: Projet Odyssée
Sur une idée de plusieurs spectateurs de ses chaînes, le Projet Odyssée est un projet de musée du jeu vidéo initié par Tev en collaboration avec Ludovic Charles, un collectionneur français détenant l'une des plus grandes collections de consoles de jeu vidéo au monde,. Le 20 septembre 2023, un financement participatif est lancé sur la plateforme KissKissBankBank. Le projet récolte 2 269 789 euros auprès de 32 419 contributeurs battant le record européen.
En novembre 2023, le projet reçoit le soutien du président Emmanuel Macron qui salue l'initiative et souligne l'importance de valoriser la culture numérique et du jeu vidéo en tant qu'art à part entière,.
L'ouverture du musée est prévue pour 2028 à Bussy-Saint-Georges, près de Paris. Un lieu de 11 000 m², réparti sur deux niveaux, aura pour vocation de préserver l’histoire du jeu vidéo tout en offrant une expérience interactive, immersive et accessible à tous sur une surface de 3 000 m². Le reste de l’espace accueillera boutiques, restaurants à thème inspiré d’un village japonais, ainsi qu’une scène dédiée aux événements tels que des compétitions e-sport, des conférences et des concerts...

### Esport: Ici Japon Corp Esport
En 2024, « Ici Japon Corp » lance une équipe d'esport avec la SAS « Ici Japon Corp. Esport ». La même année, la structure rejoint la division 2 française de League of Legends. L'équipe valide sa montée en LFL pour 2025 après avoir remporté un barrage contre la structure Aegis.